# Fruzhin Peak
Der Fruzhin Peak (englisch; bulgarisch връх Фружин wrach Fruschin) ist ein 1420 m hoher Berg im westantarktischen Ellsworthland. Im südöstlichen Abschnitt der Sentinel Range im Ellsworthgebirge ragt er als eine Erhebung der Petvar Heights 8,02 km östlich bis südlich des Marze Peak, 6,04 km südsüdöstlich des Miller Peak, 5,83 km westsüdwestlich des Malkoch Peak und 9,5 km nordwestlich des Mountainview Ridge auf. Der Carey-Gletscher liegt östlich und der Hudman-Gletscher westlich von ihm.
US-amerikanische Wissenschaftler kartierten ihn 1988. Die bulgarische Kommission für Antarktische Geographische Namen benannte ihn 2011 Fruschin († ≈1460) einem bulgarischen Prinzen und Militärführer.